# Спасеновский, Аце
Аце Спасеновский (Спасеноский) (макед. Аце Спасеновски (Спасеноски); родился 31 марта 1969 года в Кичево, Социалистическая Республика Македония, СФРЮ) — македонский государственный деятель, бывший министр сельского, лесного и водного хозяйства Республики Македония.

## Образование
Аце Спасеновский окончил сельскохозяйственный факультет Университета Св. Кирилла и Мефодия в Скопье в 1994 году.
Владеет албанским и английским языками.

## Карьера
- В 1996 году стал владельцем собственной молочной фермы, затем работал консультантом по сельскому хозяйству в компании.
- С 2001 года являлся президентом Центра по поддержке и развитию малого и среднего бизнеса.
- В 2002 года стал директором „Гаранти Фонд Компани“.
- С августа 2006 по июль 2009 года был министром сельского, лесного и водного хозяйства Республики Македония.

## Семья
Аце Спасеновский женат и имеет троих детей.